# Aleksandrów Kujawski
Aleksandrów Kujawski – miasto w Polsce położone w województwie kujawsko-pomorskim, siedziba władz powiatu aleksandrowskiego i gminy wiejskiej Aleksandrów Kujawski. Według danych GUS z 31 grudnia 2023 roku Aleksandrów Kujawski liczył 11 474 mieszkańców (354. miejsce w kraju), natomiast gęstość zaludnienia 1595,6 osób/km² (6. miejsce w województwie kujawsko-pomorskim).

## Położenie
Miasto położone jest na skraju Równiny Inowrocławskiej. Zaliczane jest do aglomeracji bydgosko-toruńskiej.
Według danych z 1 stycznia 2010 r. powierzchnia miasta wynosiła 7,23 km² (660. miejsce w kraju). Miasto stanowi 1,51% powierzchni powiatu.
Według danych z 2002 r. Aleksandrów Kujawski ma obszar 7,17 km², w tym: użytki rolne 31%, użytki leśne 25%
W latach 1975–1998 miasto administracyjnie należało do województwa włocławskiego.

## Demografia
31 grudnia 2022 r. miasto miało 11 536 mieszkańców.
Struktura demograficzna mieszkańców miasta Aleksandrów Kujawski według danych z 31 grudnia 2022:
| Opis                              | Ogółem | Ogółem | Mężczyźni | Mężczyźni | Kobiety | Kobiety |
| --------------------------------- | ------ | ------ | --------- | --------- | ------- | ------- |
| jednostka                         | osób   | %      | osób      | %         | osób    | %       |
| populacja                         | 11 536 | 100    | 5476      | 47,47     | 6060    | 52,53   |
| gęstość zaludnienia (mieszk./km²) | 1595,6 | 1595,6 | 757,4     | 757,4     | 838,2   | 838,2   |

Piramida wieku mieszkańców Aleksandrowa Kujawskiego w 2014 r.:

## Osiedla
W skład Aleksandrowa Kujawskiego wchodzi 5 osiedli:
- Centrum
- Osiedle Parkowa I
- Osiedle Parkowa II
- Osiedle Piaski
- Halinowo

## Historia

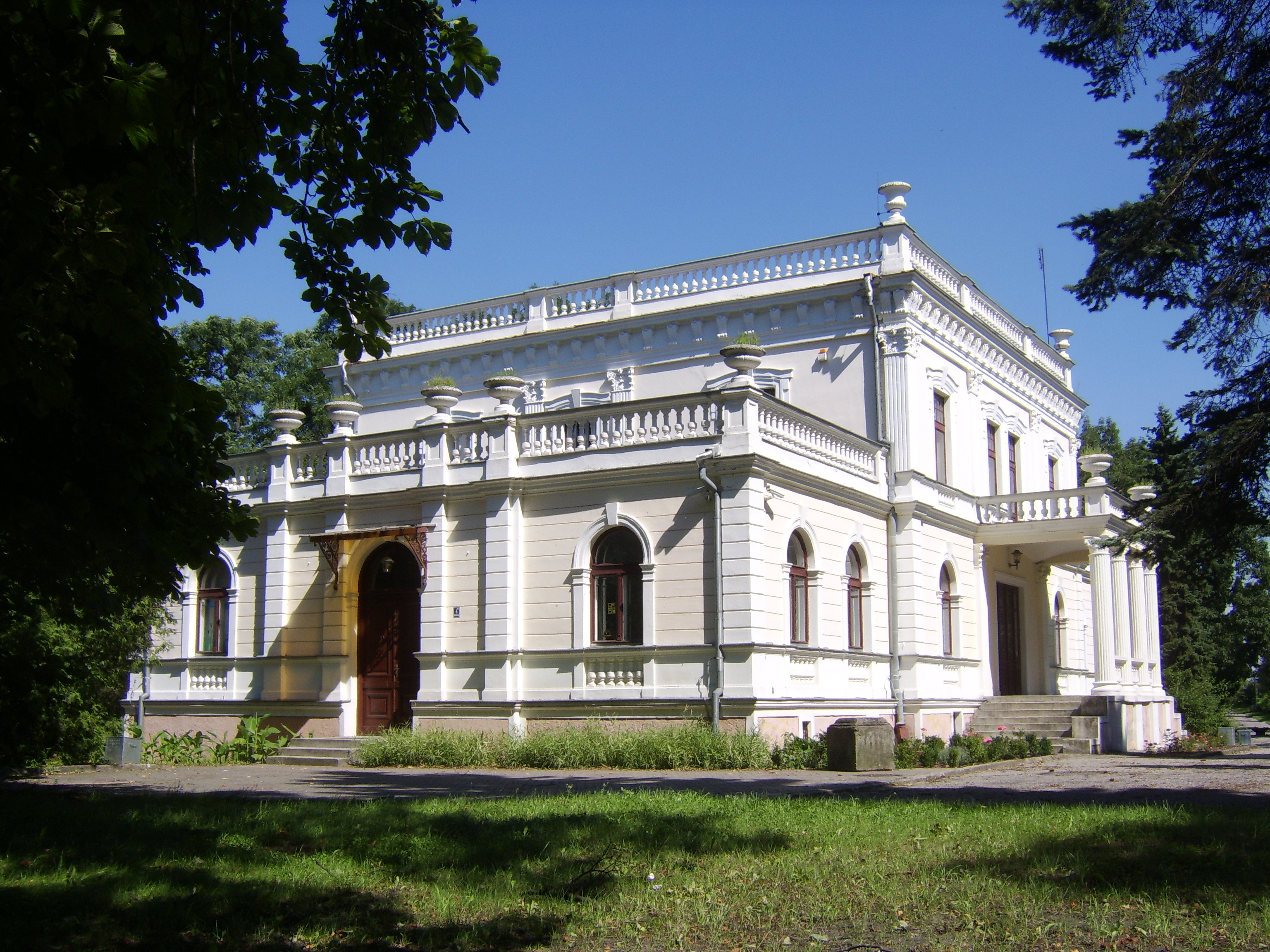
Zespół pałacowy rodziny Trojanowskich z roku 1864

Aleksandrów Kujawski został założony w 1834 r. w zaborze rosyjskim jako Aleksandrowo. Nazwa ta pochodzi od imienia Aleksandra Sumińskiego herbu Leszczyc, polskiego szlachcica, właściciela majątku Ośno, z którego został wyodrębniony folwark Aleksandrowo. Aleksander Sumiński był synem oficera wojsk polskich Jana Stanisława Sumińskiego (1786–1839) i Julii Józefy z Dąmbskich (1792–1863). Miał siostrę Franciszkę Nimfę (1817–1879) i brata Michała Hieronima (1820–1898).
Pierwotnie Aleksandrowo zamieszkiwała ludność związana z rolnictwem: parobkowie, fornale, owczarze. W 1858 r. wieś zamieszkiwało ok. 50 osób wyznania rzymskokatolickiego. Intensywny rozwój rozpoczął się wraz z podjęciem decyzji budowy kolei żelaznej Warszawsko-Bydgoskiej i wytyczeniu w pobliżu wsi miejsca pod budowę dworca granicznego. Już w 1859 r. zaczęli napływać osadnicy: cieśle, stolarze, piekarze, rzeźnicy, robotnicy. Wraz z oddaniem w grudniu 1862 r. budynku dworca i uruchomieniem komunikacji kolejowej społeczność mieszkańców wzbogacili kolejarze, urzędnicy komory celnej, pracownicy poczty. Wśród nich pojawiły się osoby pochodzenia rosyjskiego i niemieckiego. W tym czasie w Aleksandrowie osiedlali się również Żydzi, którzy znajdowali zatrudnienie głównie w handlu i usługach. Do ważnych wydarzeń w historii Aleksandrowa Kujawskiego należy udział miejscowych pracowników kolei i komory celnej w przerzucie ludzi i broni w okresie powstania styczniowego (1863).
Wraz ze wzrostem obrotu handlowego między Rosją a Prusami następowała rozbudowa stacji, co miało miejsce w 1870 r. i ponownie ok. 1900 r. Według oficjalnego spisu w 1897 r. wieś zamieszkiwało 2840 osób w tym ok. 2418 wyznania rzymskokatolickiego, 142 prawosławnego, 197 ewangelików, i 280 żydów.

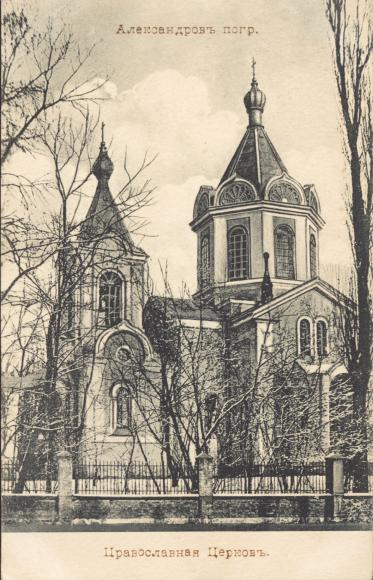
Cerkiew św. Aleksandra Newskiego, rozebrana w latach 1930–1933

Mimo że ludność wyznania prawosławnego była nieliczna, to w 1877 r. zbudowano w Aleksandrowie cerkiew prawosławną. Była ona obsługiwana przez duchownego dojeżdżającego z Włocławka. Budowa cerkwi została sfinansowana z budżetu wojskowego. Jej powstanie w miejscowości granicznej, na placu umożliwiającym widok budowli z okien przejeżdżających pociągów, należy wiązać z funkcją propagandową. W 1914 r. na skutek niemieckiego ostrzału uszkodzone zostało sklepienie. Większość urzędników rosyjskich i ich rodzin opuściła Aleksandrów przed wkroczeniem wojsk niemieckich. Nieliczna pozostała społeczność prawosławna nie była w stanie podjąć remontu. Budynek cerkwi został rozebrany w latach 1930–1933.

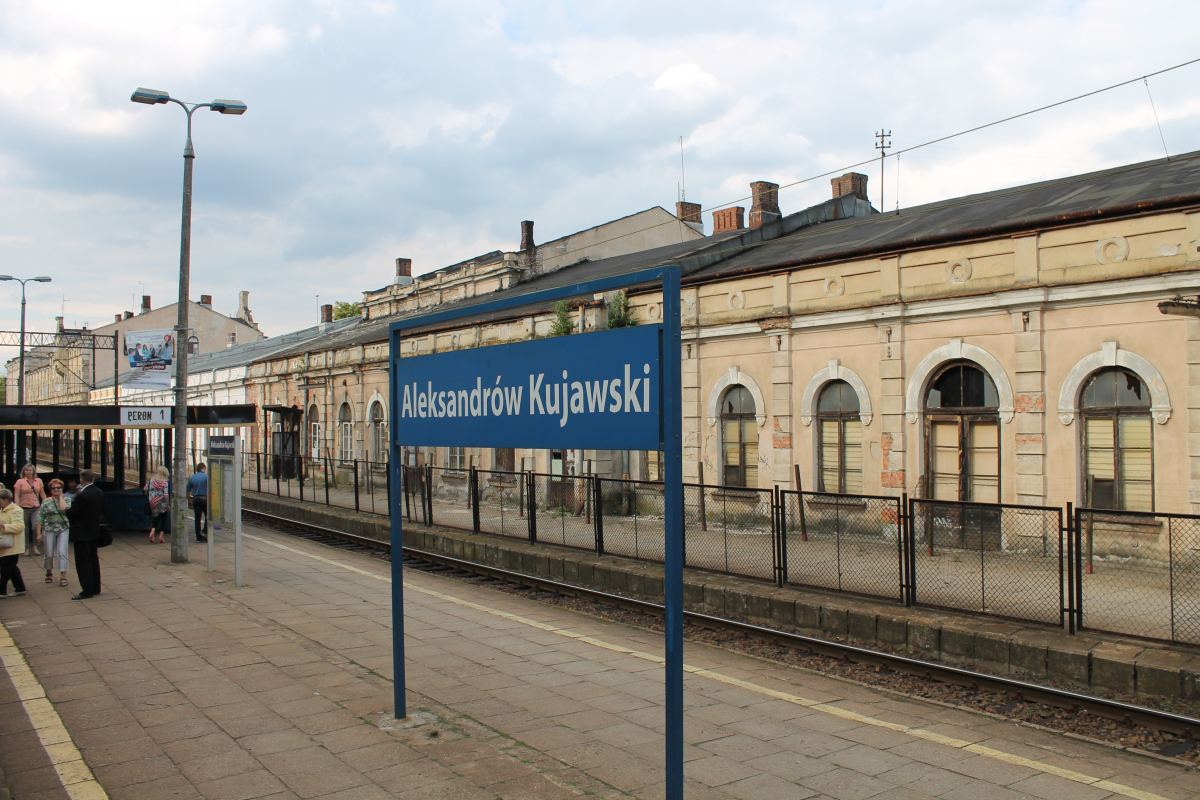
Budynek dworca od strony peronu

W 1879 r. w pomieszczeniach dla „Dostojnych Gości” powstałych już w 1862 r., a znajdujących się w budynku dworca, oraz w pałacyku położonym naprzeciw budynku stacji odbyło się spotkanie cesarzy: Aleksandra II i Wilhelma I. Jego celem było podtrzymanie sojuszu państw rozbiorowych tzw. sojuszu trzech cesarzy.
W 1880 r. uzyskano pozwolenie na budowę kaplicy rzymskokatolickiej. Teren pod świątynię udostępnił Władysław Trojanowski – właściciel majątku Białebłoto. Murowaną budowlę w stylu neogotyckim oddano do użytku w 1886 r., a rozbudowę polegającą na dobudowaniu transeptu zakończono ok. 1899 r.
W 1931 r. plac pod budowę synagogi podarował Gminie Wyznaniowej Żydowskiej właściciel ziemski hr. Edward Mycielski-Trojanowski. Przy synagodze funkcjonował cheder i rzeźnia rytualna. Żydzi posiadali swoją bibliotekę i zespół teatralny. W 1937 r. w Aleksandrowie mieszkało ok. 1000 Żydów, co stanowiło ok. 10% miejscowej społeczności. W grudniu 1939 r. Niemcy wysiedlili ok. 500 Żydów. Większość trafiła do Warszawy. Kolejne wywózki nastąpiły w marcu 1940 r. do Łyszkowic w pow. łowickim, do Grójca i do Siedlec. Żydzi z Łyszkowic i Grójca zostali przetransportowani w marcu 1941 r. do Warszawy. Następnie zgładzeni w ramach planu likwidacji warszawskiego getta. Żydów z Siedlec wywieziono w lipcu 1942 r. do obozu w Treblince. Ostatnich Żydów wysiedlono z Aleksandrowa 21 kwietnia 1942 r. do obozu Kulmhof w Chełmnie nad Nerem. Ocenia się, że zagładę przeżyło ok. 100 aleksandrowskich Żydów, co stanowi około 10% stanu sprzed wojny.

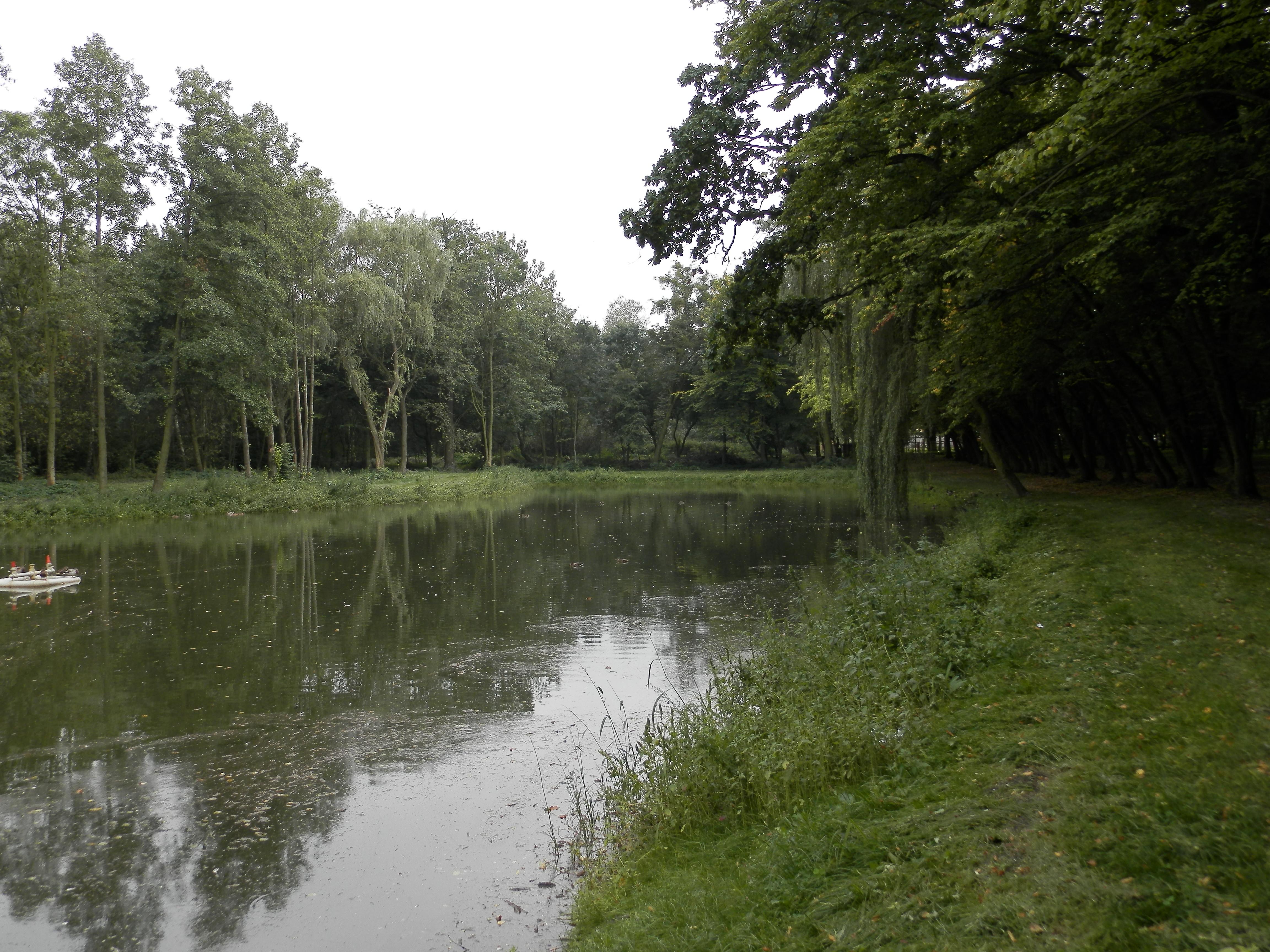
Park Trojanowskich

Przez cały okres rozbiorów Aleksandrów posiadał status organizacyjny wsi, a urzędową nazwą było Aleksandrowo. W związku z istnieniem dużej liczby osad o tej samej nazwie dla uniknięcia nieporozumień w komunikacji kolejowej i telegraficznej do nazwy dodawano przymiotnik „pograniczny”. W ten sposób powstała oboczność „Aleksandrów Pograniczny”. W 1916 r. w kręgu osób miejscowej Rady Opiekuńczej postanowiono dodać do nazwy przymiotnik „Kujawski”. Okrojone warunkami okupacji prawa miejskie otrzymał Aleksandrów od władz niemieckich w 1916 r., a pełnię praw dekretem Naczelnika Państwa Józefa Piłsudskiego z dnia 4 lutego 1919 r. Pierwszym burmistrzem w niepodległej Polsce został wybrany Stanisław Tatarkiewicz.

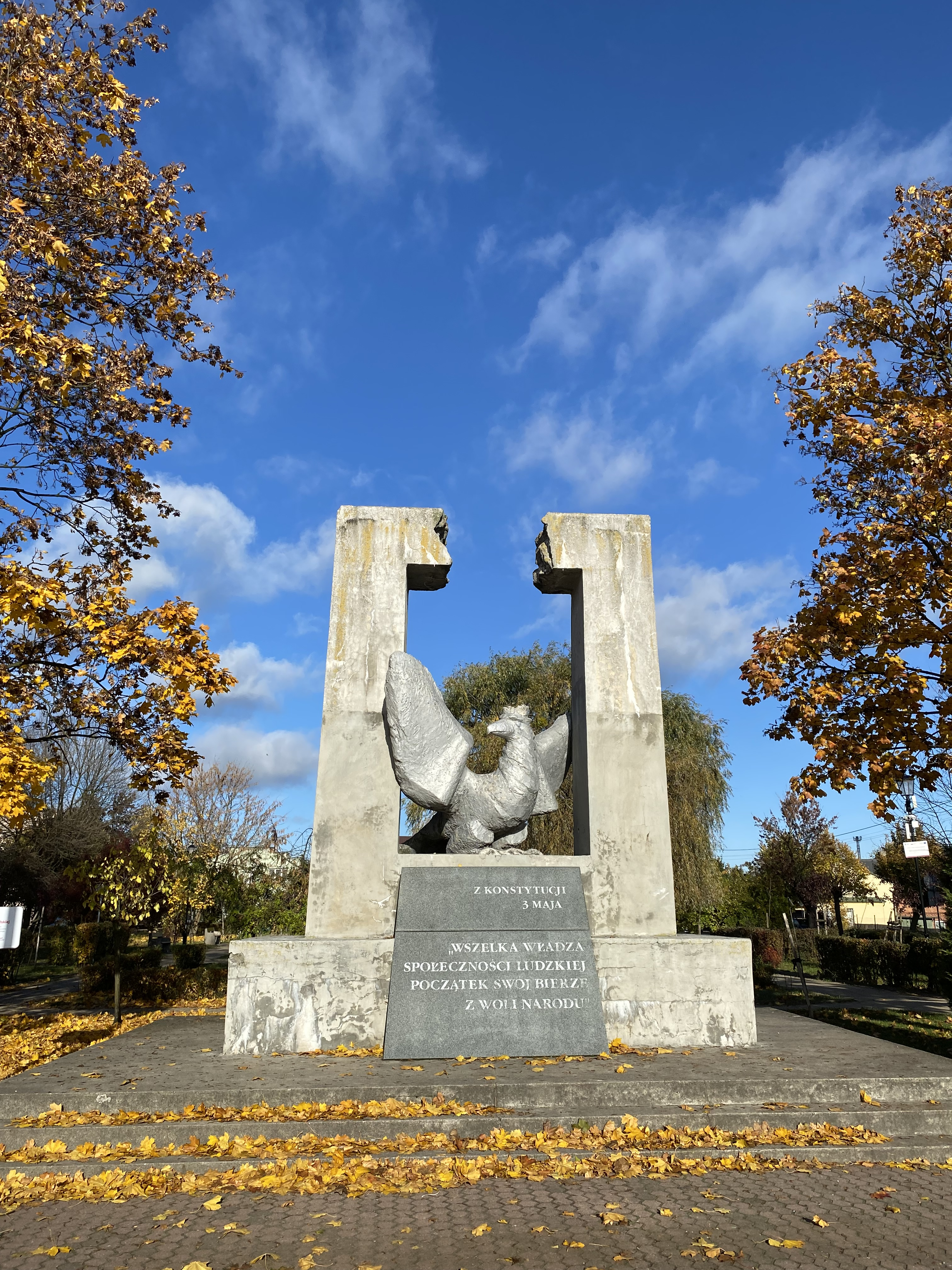
Pomnik Konstytucji 3 maja

Jednym z podstawowych zagadnień po I wojnie światowej, jakie należało uregulować, był przymusowy wykup gruntów, na których powstało miasto, gdyż prawie cała zabudowa znajdowała się na terenach nienależących do właścicieli budynków. Z takim wnioskiem zwrócili się posłowie m. in. Starkiewicz, Podstolski, Staszyński, Rajca, ks. Lubelski, ks. Lutosławski czy ks. dr Władysław Chrzanowski. Rozwój przemysłu i budownictwa publicznego sprawił, że siedzibę powiatu nieszawskiego przeniesiono do Aleksandrowa. W latach 1920–1921 w mieście istniał obóz internowania przeznaczony dla byłych żołnierzy Armii Czynnej Ukraińskiej Republiki Ludowej.
Podczas okupacji niemieckiej w latach 1943–1945 miasto nosiło nazwę Weichselstädt. Zostało zdobyte po walce z armią niemiecką 22 stycznia 1945 roku przez oddziały 125 korpusu 47 Armii I Frontu Białoruskiego Armii Czerwonej. Po wojnie na pl. 1 Maja ustawiono Pomnik Wdzięczności Armii Czerwonej.
Część miejscowej ludności niemieckiej nie ewakuowała się przed inwazją sowiecką – zostali oni skierowani do obozu utworzonego w budynku „Młyna Parowego”. Obóz podlegał PUBP w Aleksandrowie Kujawskim. Straż obozową stanowili funkcjonariusze spontanicznie powstałej Milicji Obywatelskiej. Na terenie obozu dochodziło do maltretowania więźniów i morderstw. Wiosną 1945 r. na terenie żwirowni „Halinowo” oraz w okolicy „Młyna Parowego” zabito prawdopodobnie ok. 125 Niemców. Obóz istniał do czasu skierowania części uwięzionych do prac przymusowych na terenie powiatu, innych skoncentrowano w obozie w Potulicach, gdzie wielu z nich nie doczekawszy się przesiedlenia poniosło śmierć.
W 1951 roku na pl. 1 Maja (ob. 3 Maja) stanął Pomnik Wdzięczności Armii Czerwonej. Został zniszczony w 1990 roku, a na jego miejscu postawiono pomnik z okazji 200 rocznicy uchwalenia Konstytucji 3 Maja
Po wojnie do 1975 r. Aleksandrów również był siedzibą powiatu, należącego wówczas do województwa bydgoskiego, a w latach 1975–1998 do województwa włocławskiego. Po ponownej reformie w 1999 r. stał się siedzibą władz powiatu aleksandrowskiego województwa kujawsko-pomorskiego.

## Gospodarka
Aleksandrów jest ośrodkiem przemysłu metalowego, poligraficznego oraz spożywczego. Przemysł tworzyw sztucznych, ceramiczny oraz drzewny. Znany z wyrobów wikliniarskich. W mieście znajduje się również filia ciechocińskiego sanatorium. W mieście znajdują się: 2 sklepy sieci Biedronka, dwa sklepy Netto, Rossmann oraz Bricomarché, Lidl, Polo oraz trzy markety Dino.

## Transport

### Transport drogowy
Przez teren miasta przebiega droga 266 (Konin – Sompolno – Piotrków Kujawski – Radziejów – Aleksandrów Kujawski – Ciechocinek).
4 km od Aleksandrowa w Służewie przebiega droga 250, która łączy miasto z drogą 15 w kierunku Inowrocławia oraz Poznania.
W pobliżu miasta przebiega droga krajowa 91 (Gdańsk – Toruń – Włocławek – Łódź – Katowice – Cieszyn) oraz pod miastem w miejscowości Odolion znajduje się węzeł drogowy „Ciechocinek” na autostradzie A1 (E75).

### Transport kolejowy
Aleksandrów Kujawski jest lokalnym węzłem kolejowym. Linia 18 Kutno-Piła Główna ma tutaj swoje odgałęzienie do Ciechocinka 245.

## Edukacja

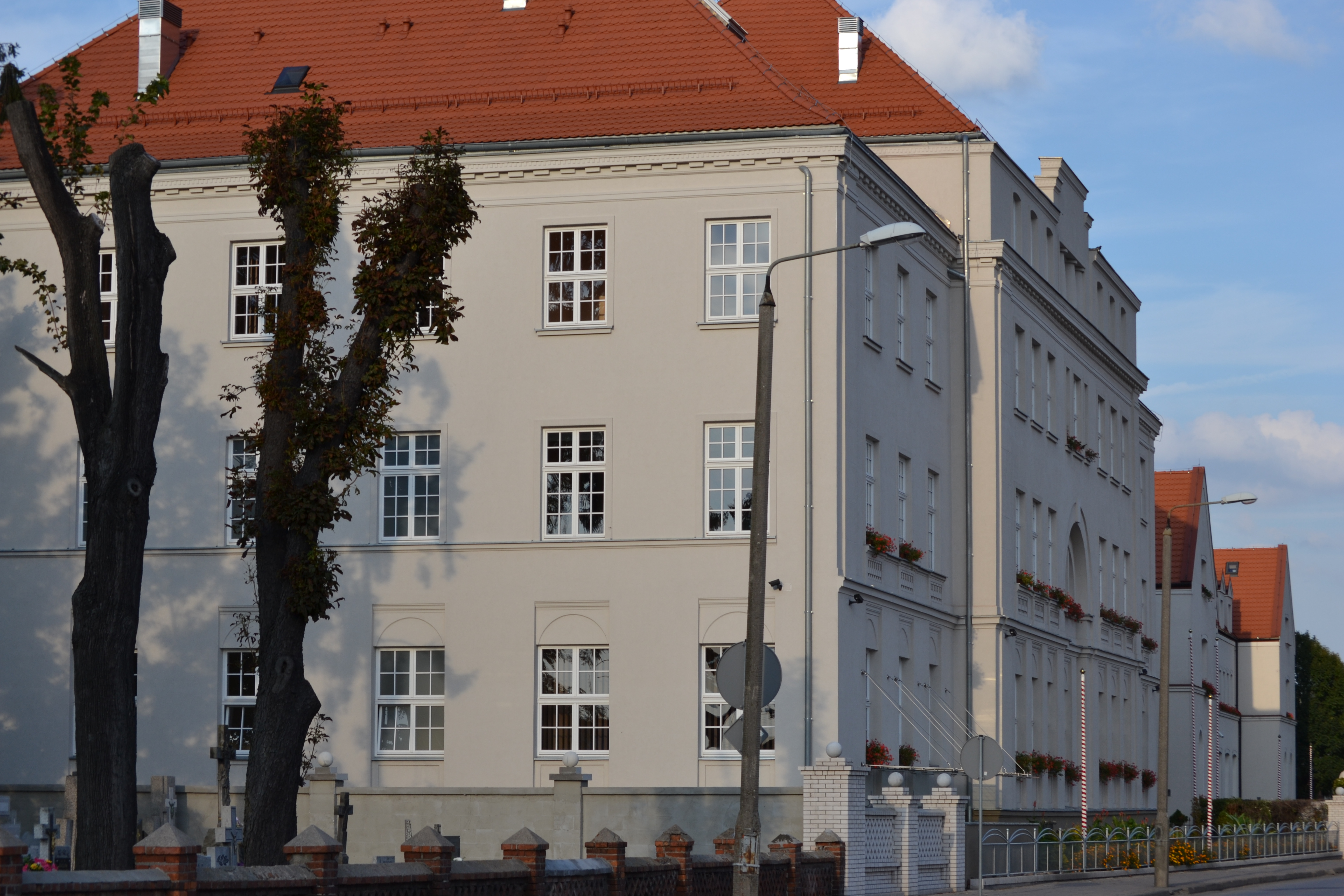
Liceum Salezjanów

### Przedszkola
- Przedszkole Samorządowe nr 1 im. Juliana Tuwima, ul. Wojska Polskiego 19
- Przedszkole Samorządowe nr 2, ul. Słowackiego 145
- Niepubliczne Przedszkole „Bim Bam Bino”, ul. Słowackiego 145
- Niepubliczne Przedszkole Zgromadzenia Sióstr Służebniczek im. Edmunda Bojanowskiego, ul. Wojska Polskiego 9
- Niepubliczne Przedszkole „Akademia Malucha”, ul. Kościelna 9

### Szkoły podstawowe
- Szkoła Podstawowa nr 1 im. Polskich Podróżników, ul. gen. Sikorskiego 5
- Szkoła Podstawowa nr 3 im. Józefa Wybickiego, ul. Szkolna 6
- Szkoła Podstawowa nr 4 przy Zespole Szkół Specjalnych nr 3 im. Jana Pawła II, ul. Strażacka 22
- Szkoła Podstawowa Towarzystwa Salezjańskiego im. Św. Jana Bosko, ul. Chopina 24

### Szkoły ponadpodstawowe

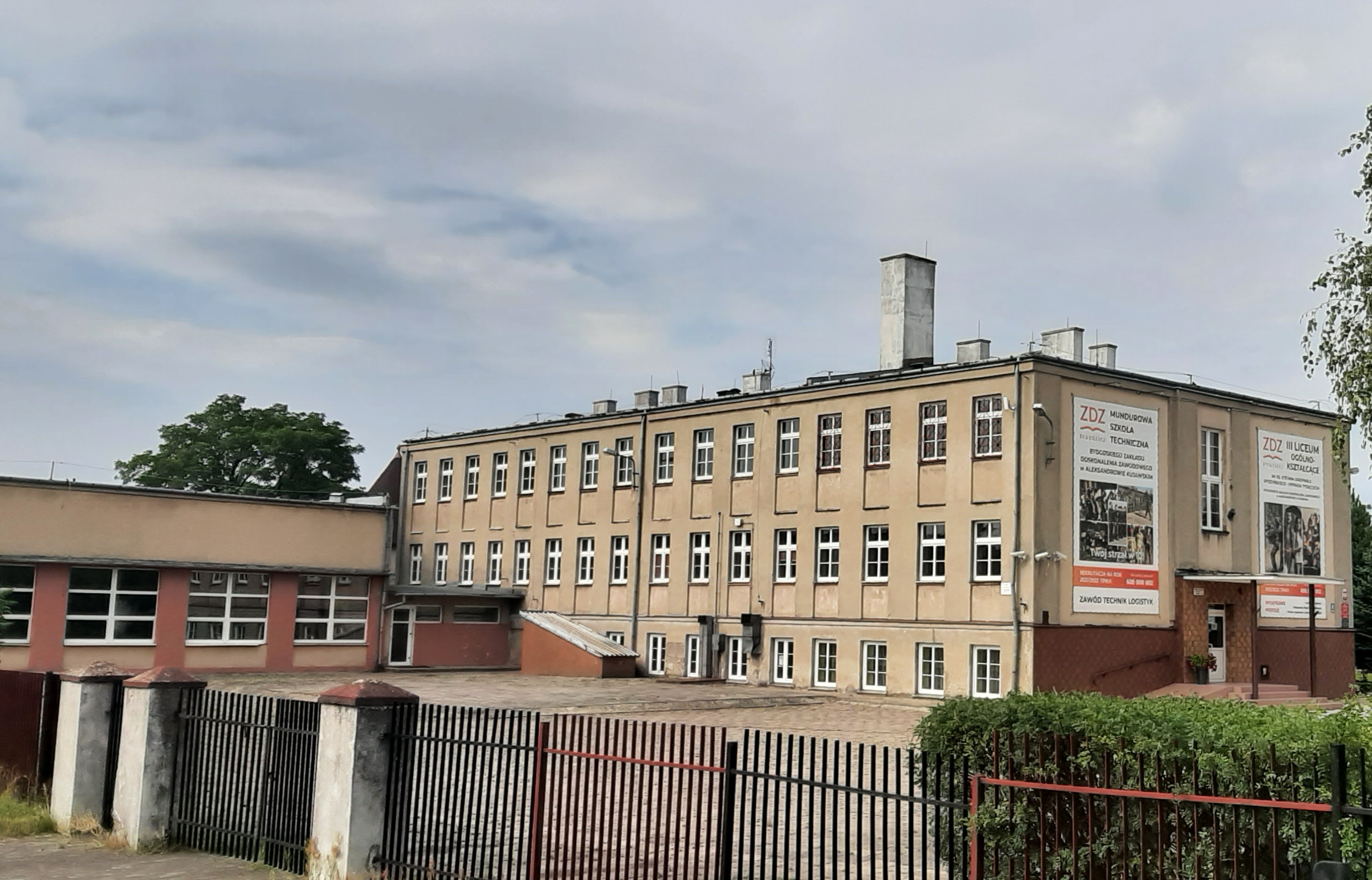
Technikum mundurowe BZDZ przy ulicy Długiej

- Liceum Ogólnokształcące Towarzystwa Salezjańskiego im. Kardynała Augusta Hlonda, ul. Chopina 24
- Zespół Szkół nr 1 Centrum Kształcenia Praktycznego, ul. Wyspiańskiego 4
- Zespół Szkół nr 2 im. mjr. Henryka Dobrzańskiego „Hubala”, ul. Sikorskiego 2
- Szkoła Techniczna BZDZ, ul. Długa 8

## Kultura

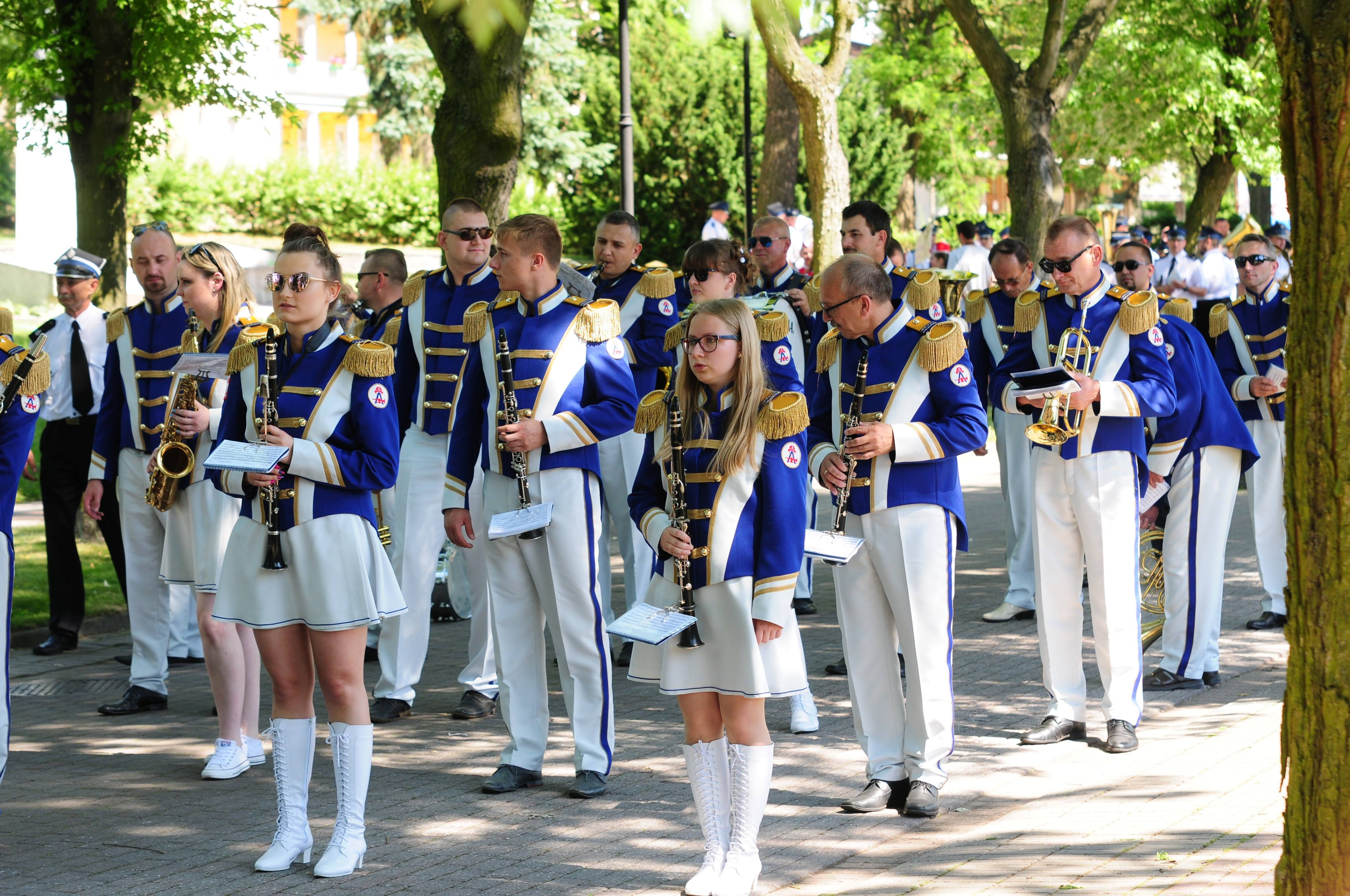
Orkiestra Dęta Ochotniczej Straży Pożarnej w Aleksandrowie Kujawskim w nowych mundurach podczas XXV Regionalnego Przeglądu Orkiestr OSP w Ciechocinku 3 czerwca 2018 roku

Od 1920 r. w mieście istnieje Miejski Związkowy Klub Sportowy Orlęta Aleksandrów Kujawski
Jest również Miejskie Centrum Kultury, w którym jeszcze parę lat temu działało kino.
Rolę najprężniejszego ośrodka kultury przejął klub „Fado”, który stanowi obecnie najaktywniejsze kulturowo miejsce. Do miasta zajeżdża objazdowe Kino Visa.
Od kilkunastu lat w Aleksandrowie, Ciechocinku i na Łazieńcu, w domu rodzinnym Edwarda Stachury ma miejsce cykliczna impreza znana pod nazwą „Biała Lokomotywa”, która skupia środowisko artystów zajmujących się nie tylko słowem pisanym, ale i muzyką oraz teatrem.
Oprócz tego od kilku lat  miasto organizuje „Stachuriadę”, również będącą imprezą poświęconą Edwardowi Stachurze.
Od 1907 roku działa Orkiestra Dęta Ochotniczej Straży Pożarnej w Aleksandrowie Kujawskim, licząca ponad 30 muzyków.

## Wspólnoty wyznaniowe
- Kościół Boży w Chrystusie:

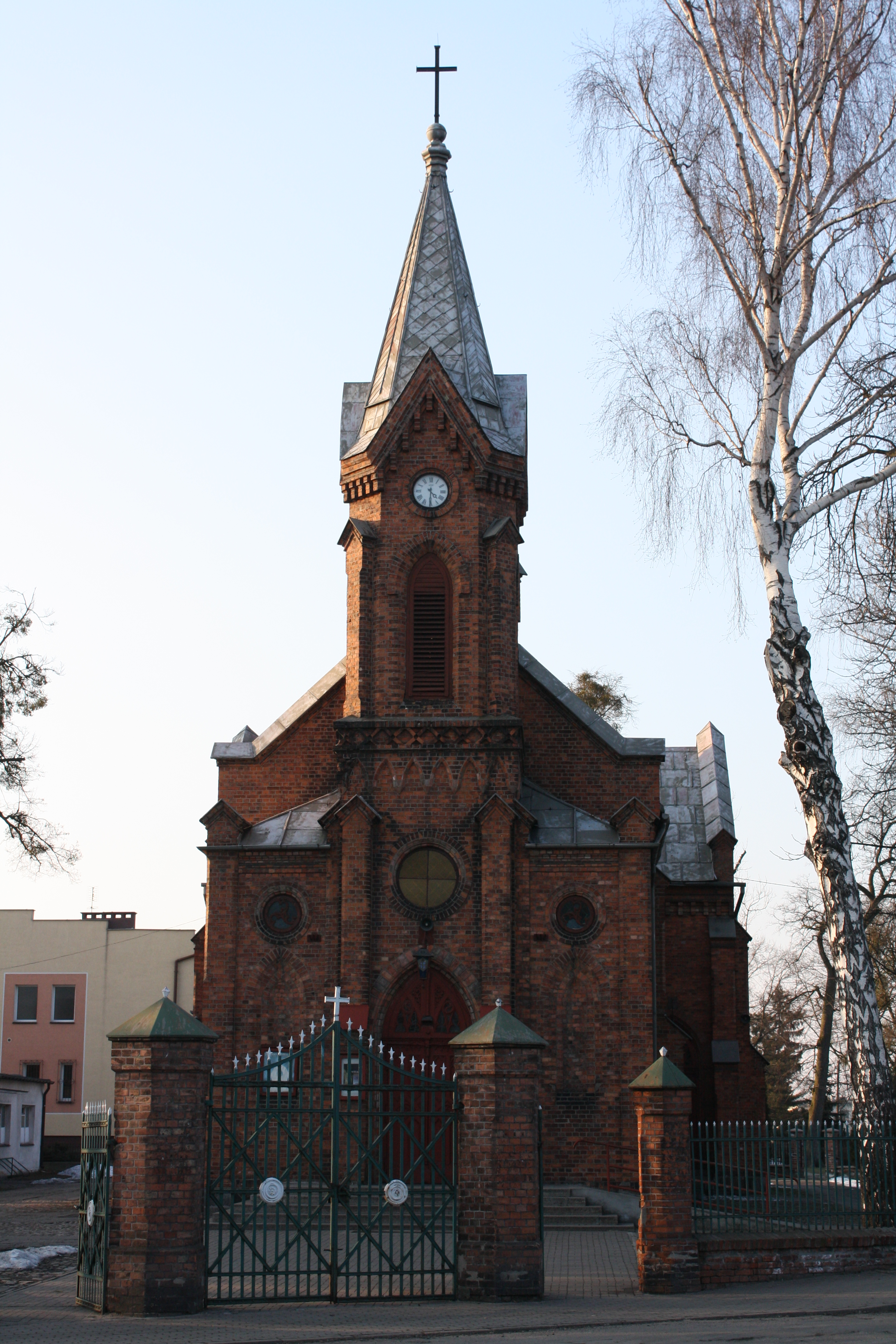
Kościół Przemienienia Pańskiego w Aleksandrowie Kujawskim

  - Chrześcijańska Wspólnota „Jezus Król”[24]
- Kościół rzymskokatolicki:
  - parafia Przemienienia Pańskiego[25]
  - parafia NMP Wspomożenia Wiernych[26]
- Kościół Zielonoświątkowy:
  - zbór Betel[27]
- Polski Autokefaliczny Kościół Prawosławny:
  - kaplica św. Aleksandra Newskiego (filialna wobec parafii św. Mikołaja w Toruniu)[28]
- Świadkowie Jehowy:
  - zbór Aleksandrów Kujawski (Sala Królestwa ul. Graniczna 16B)[29]

## Turystyka i zabytki
Miasto stanowi miejsce kuracji solankowych oraz zaplecze mieszkaniowe i usługowe Ciechocinka i Torunia. Do najważniejszych zabytków należą dworzec kolejowy, w którego apartamentach 4 września 1879 r. car Aleksander II Romanow przyjął cesarza niemieckiego Wilhelma I Hohenzollerna oraz neogotycki kościół pw. Przemienienia Pańskiego wzniesiony w latach 1882–1886, a rozbudowany przed 1899 r.

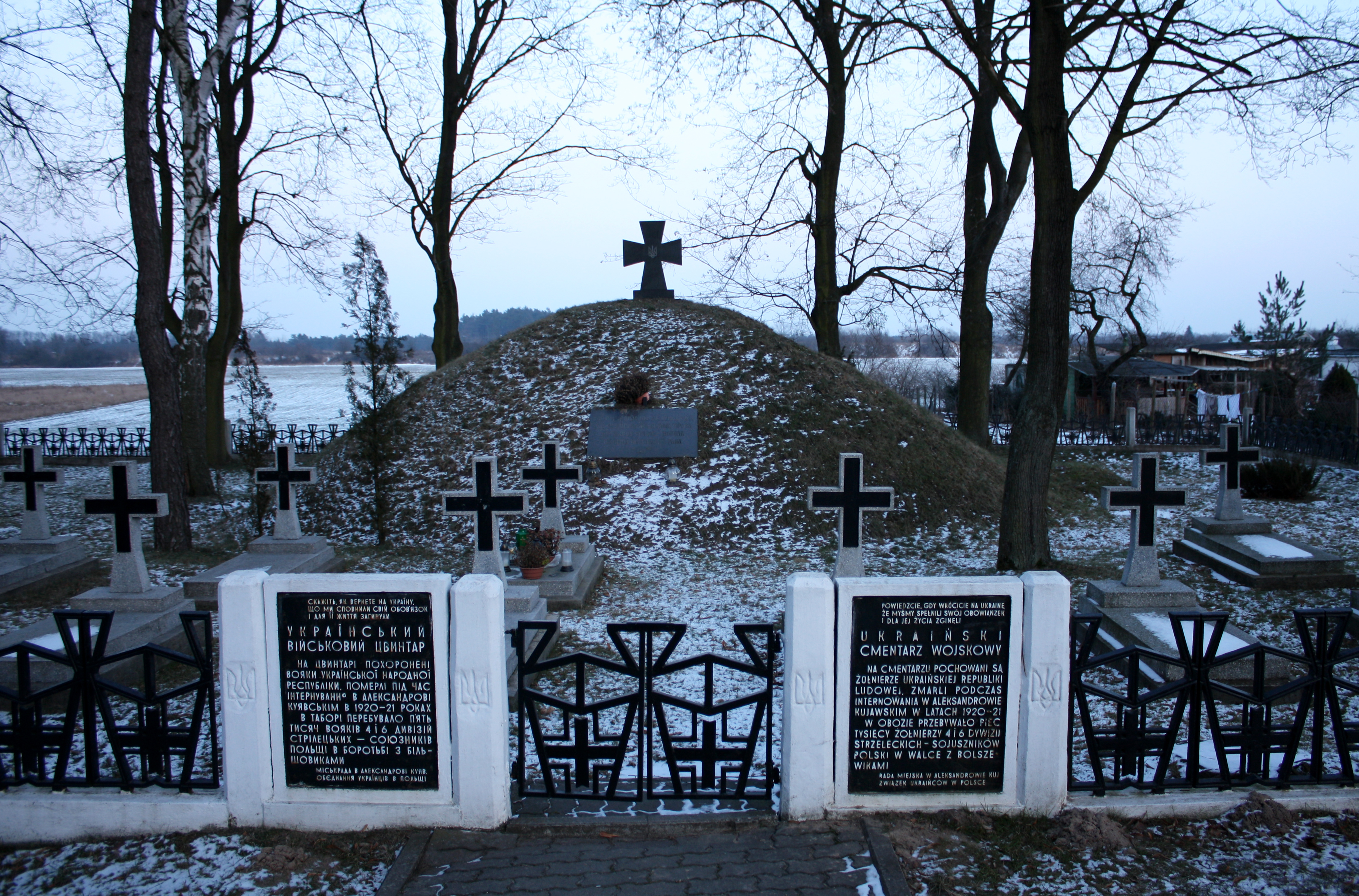
Ukraiński cmentarz wojskowy

Wykaz zarejestrowanych zabytków nieruchomych na terenie miasta:
- kościół parafii pod wezwaniem Przemienienia Pańskiego z 1896 r., nr 316/A z 29.07.1993 r.
- klasztor ss. służebniczek Najświętszej Maryi Panny z 1890 r., nr 329/A z 28.12.1993 r.
- zespół cmentarza rzymskokatolickiego z drugiej połowy XIX w., przy ul. Chopina, obejmujący: cmentarz, kaplica oraz ogrodzenie z bramą, nr 363/A z 07.06.1995 r.
- cmentarz wojenny (żołnierzy rosyjskich) ofiar I wojny światowej, nr 362/A z 07.06.1995 r.
- zespół pałacowy rodziny Trojanowskich, obejmujący: pałac z ok. 1864 r. i park z pierwszej połowy XIX w., nr 161/A z 16.10.1984 r.
- szkoła realna, obecnie liceum salezjanów z 1913-1916 r. przy ul. Chopina 24, nr 335/A z 17.02.1994 r.
- zespół dworca kolejowego, obejmujący: dworzec kolejowy z drugiej połowy XIX w., wieżę ciśnień z 1895 r., 3 domy mieszkalne, przy ul. Wojska Polskiego 8, 10, 14 z lat 1893–1895 i skwer, nr 423/A z 30.12.1998 r.
- plebania prawosławna, obecnie dom i kaplica prawosławna z 1893 r., przy ul. Wojska Polskiego 4, nr A-1350 z 11.02.2008 r.

W 2011 r. ustanowiono pomnikiem przyrody lipę drobnolistną o obwodzie 320 cm rosnącą przy ul. Kochanowskiego i nazwie „Urszulka”.

## Sąsiednie gminy i miejscowości
Aleksandrów Kujawski (gmina wiejska), Wielka Nieszawka

## Miasta partnerskie
| Miasto partnerskie | Kraj   |
| ------------------ | ------ |
| Ivančice           | Czechy |
| Valka              | Łotwa  |